# Talpinae
Sous-famille
La sous-famille des Talpinae regroupe des mammifères fouisseurs appartenant à la famille des Talpidés (Talpidae). Ces animaux,  comprennent notamment les taupes et les desmans.

## Classification
Cette sous-famille a été décrite pour la première fois en 1814 par le naturaliste saxon devenu sujet russe Gotthelf Fischer von Waldheim (1771-1853). Ce taxon est issu du latin talpa qui signifie « taupe ».
Traditionnellement, les espèces de cette famille sont classées dans l'ordre des Insectivora, un regroupement qui est progressivement abandonné au XXIe siècle.
Classification plus détaillée selon le Système d'information taxonomique intégré (SITI ou ITIS en anglais) :
 Règne : Animalia ; sous-règne : Bilateria ; infra-règne : Deuterostomia ; Embranchement : Chordata ; Sous-embranchement : Vertebrata ; infra-embranchement : Gnathostomata ; super-classe : Tetrapoda ; Classe : Mammalia ; Sous-classe : Theria ; infra-classe : Eutheria ; ordre : Soricomorpha ; famille des Talpidae.

### Liste des tribus
Selon  Mammal Species of the World (version 3, 2005)  (22 février 2015) et ITIS (22 février 2015) :
- tribu des Desmanini Thomas, 1912 - les desmans
- tribu des Neurotrichini Hutterer, 2005 - une espèce actuelle : la Taupe naine
- tribu des Scaptonychini Van Valen, 1967 - une espèce actuelle : la Taupe à longue queue
- tribu des Talpini G. Fischer, 1814 - des taupes asiatiques hormis le genre Talpa
- tribu des Urotrichini Dobson, 1883 - des taupes japonaises

### Liste des genres actuels
Selon Mammal Species of the World (version 3, 2005)  (22 février 2015) :
- tribu des Desmanini
  - genre Desmana - voir Desman de Moscovie
  - genre Galemys - voir Desman des Pyrénées
- tribu des Neurotrichini
  - genre Neurotrichus - voir Taupe naine
- tribu des Scaptonychini
  - genre Scaptonyx - voir Taupe à longue queue
- tribu des Talpini
  - genre Euroscaptor
  - genre Mogera
  - genre Parascaptor - voir Parascaptor leucura
  - genre Scaptochirus - voir Scaptochirus moschatus
  - genre Talpa
- tribu des Urotrichini
  - genre Dymecodon - voir Taupe de True
  - genre Urotrichus - voir Taupe des montagnes du Japon